# Janusz Czupryniak
Janusz Włodzimierz Czupryniak, ps. „Julek” (ur. 8 września 1925 w Warszawie, zm. 13 kwietnia 2012 tamże) – polski „Sprawiedliwy wśród Narodów Świata”.

## Życiorys
Janusz Czupryniak urodził się w rodzinie Ireny i Władysława. Podczas okupacji najpierw Władysław, a potem syn pracował w Biurze Techniczno-Handlowym W. Siwiecki przy ul. Żurawiej 6 w Warszawie. Dla Janusza była to przykrywka dla działalności w ZWZ i AK. W grudniu 1942 na prośbę jego znajomego Franciszka Żugajewicza Janusz w porozumieniu z rodzicami zgodził się udzielić znanemu mu małżeństwu Mosze Lejbowi (Marian) i Oldze Helenie Rotenbergów. Do Mariana i jego brata Manesa przed wojną należała fabryka wyrobów sanitarnych w Radomiu, która warszawskie biuro miała po sąsiedzku z miejscem pracy Czupryniaków na Żurawiej. Manes zdołał zbiec przez Związek Sowiecki do Egiptu. Marian i Olga znaleźli się w warszawskim getcie. Rotenbergom udało się opuścić getto za łapówkę dla policji żydowskiej, która pochłonęła cały ich majątek, z wyjątkiem pierścionka Olgi, którego nie udało się ściągnąć. Po opuszczeniu getta ukrywali się przez kilka dni w zakonspirowanym lokalu na rogu Chmielnej i Zgody. Janusz zaopatrywał ich wówczas w żywność. Po przygotowaniu kryjówki w domu Czupryniaków w Ursusie (który był wówczas osobną miejscowością) przy ul. Mickiewicza 13, Rotenbergowie zostali przewiezieni wozem meblowym, ukryci między meblami. Stała kryjówka znajdowała się w ogrodzie, lecz Rotenbergowie skorzystali z niej tylko kilka razy. Pozostali w Ursusie do końca okupacji.
Po wojnie powrócili do Radomia. Marian został dyrektorem w swojej dawnej fabryce. Po zmuszeniu do jej opuszczenia otrzymał posadę w Ministerstwie Przemysłu. Rottenbergowie po kilku latach wyemigrowali przez Niemcy i Izrael (gdzie nie mogli się zaaklimatyzować) do Australii.
Janusz Czupryniak podczas powstania warszawskiego był żołnierzem pułku Baszta Armii Krajowej. Ciężko raniony, został wywieziony do niemieckiej niewoli. Po powrocie był poszukiwany przez Urząd Bezpieczeństwa. Rottenbergowie pomagali wówczas ukrywać się Januszowi w Radomiu, a później w Kaliszu. Ostatecznie został jednak aresztowany pod zarzutem nielegalnego handlu i w trybie doraźnym skazany na sześć lat więzienia.
W 1989 rodzina Czupryniaków została odznaczona medalami Sprawiedliwych wśród Narodów Świata. Otrzymał Krzyż Komandorski Orderu Odrodzenia Polski (2007), Krzyż Walecznych, Krzyż Armii Krajowej, Krzyż Partyzancki, Medal za Warszawę 1939–1945. Czupryniak był zaangażowany w działalność Polskiego Towarzystwa Sprawiedliwych wśród Narodów Świata. Od 1991 wchodził w skład jego Zarządu, gdzie pełnił funkcję skarbnika.
Miał syna. Został pochowany na Cmentarzu Wojskowym na Powązkach (kwatera A27-8-7).